# Kingstown, North Carolina
Kingstown är en ort i Cleveland County i delstaten North Carolina, USA.